# Poggiofiorito
Poggiofiorito – miejscowość i gmina we Włoszech, w regionie Abruzja, w prowincji Chieti.
Według danych na rok 2004 gminę zamieszkiwało 949 osób, 105,4 os./km².